# 泽当寺
泽当寺，又称“乃东寺”，位于西藏自治区山南地区乃东县泽当镇，是一座藏传佛教帕竹噶举派寺院，也是帕竹噶举派的晚期主寺。

## 简介
帕竹噶举派的早期主寺是丹萨替寺。元朝至正十一年（1351年），绛曲坚赞另外兴建了泽当寺，泽当寺主要讲授显教经论，而主寺丹萨替寺则专门修习密法。后来，帕木竹巴转而注重显教，丹萨替寺的地位遂渐被泽当寺取代。泽当寺是格鲁派兴起前的知名大寺。
中华人民共和国“十一五”期间，国家安排5.7亿元人民币，实施西藏重点文物保护工程。到2011年，大昭寺、小昭寺、科迦寺、哲蚌寺措钦大殿等文物建筑维修工程已竣工并通过初验；扎什伦布寺、江孜宗山抗英遗址、乃东寺（即泽当寺）等文物建筑保护维修工程在建项目进展顺利；古格王国遗址保护工程已于2010年12月开工。